# Eresus robustus
Eresus robustus är en spindelart som beskrevs av Pelegrín Franganillo Balboa 1918. 
Eresus robustus ingår i släktet Eresus och familjen sammetsspindlar. Artens utbredningsområde är Spanien. Inga underarter finns listade i Catalogue of Life.